# Sarcodon atroviridis
Sarcodon atroviridis är en svampart som först beskrevs av Andrew Price Morgan, och fick sitt nu gällande namn av Banker 1906. Sarcodon atroviridis ingår i släktet Sarcodon och familjen Bankeraceae.   Inga underarter finns listade i Catalogue of Life.

## Bildgalleri

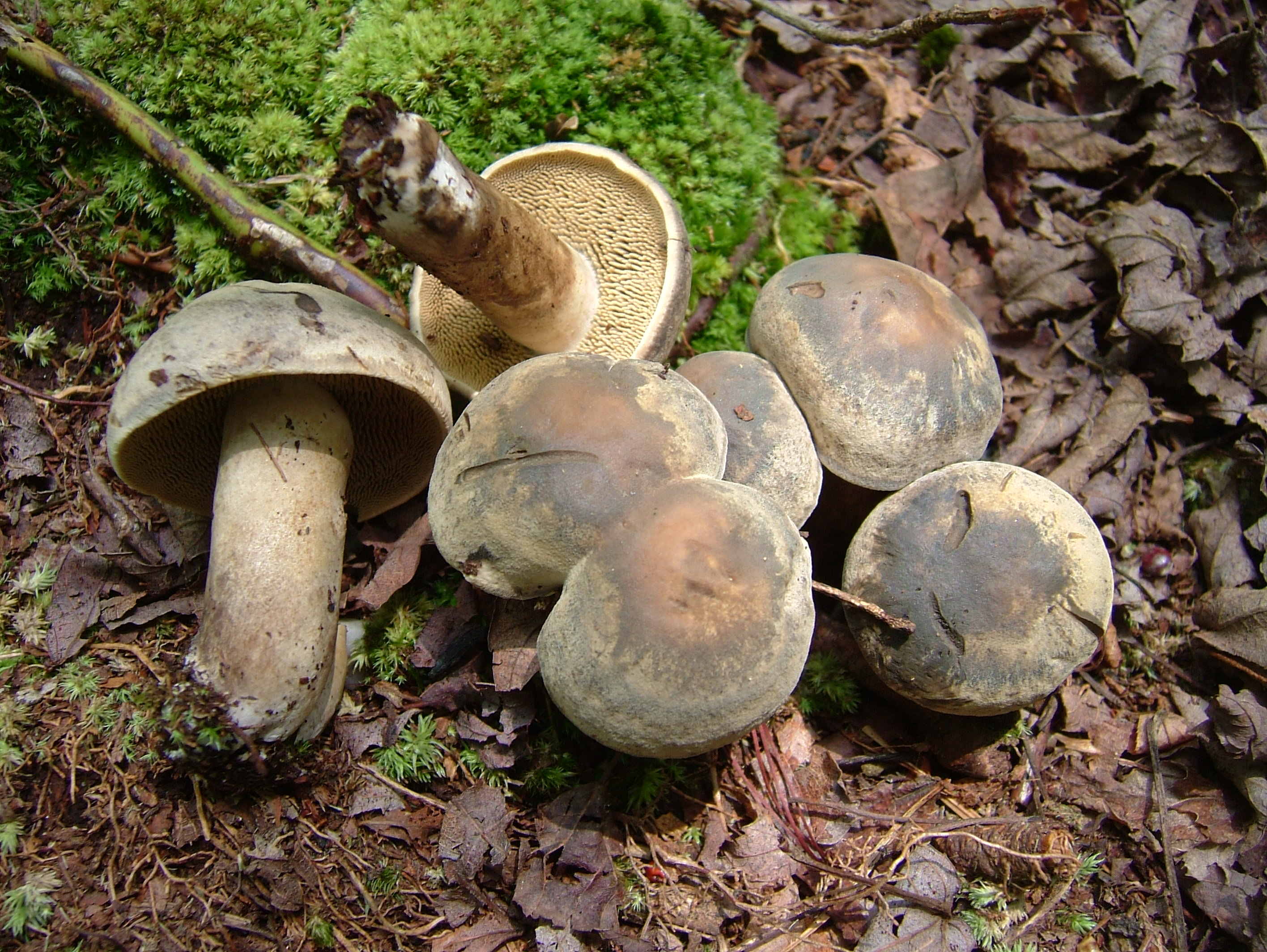